# Samsung Galaxy Camera
La Samsung Galaxy Camera (EK-GC100) es una cámara multimedia de fotografías y vídeo basada en Android tipo compacta fabricada y diseñada por Samsung, funciona con el sistema operativo Android 4.1.2 (Jelly Bean). La cámara fue promocionada por su fabricante en agosto de 2012 mediante un vídeo colgado en YouTube que muestra las características del dispositivo utilizado. Es la primera cámara con Android y con conexión 3G para datos, pero de momento no se pueden realizar llamadas de voz. No tiene pantalla AMOLED, que permita verla bien con sol.

## Detalles

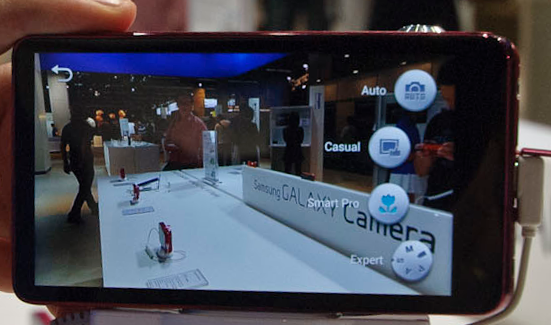
Detalle de la pantalla de la cámara Samsung Galaxy

La cámara cuenta con un sensor de 16 megapíxeles CMOS y un zoom óptico de 21x, así como conectividad Wi-Fi y 3G, y un receptor GPS por el cual la cámara puede capturar fotografías con etiquetas geográficas. El software incluido permite en la cámara organizar, editar y compartir en línea imágenes y vídeos.  Al igual que otros dispositivos Android, en esta cámara se pueden descargar aplicaciones desde Google Play.
La cámara además funciona como dispositivo multimedia, con reproducción de video en formatos AVI, MP4, 3GP, WMV, FLV, MKV y WEBM; y con reproducción de audio en formatos MP3, AAC, AMR, WMA, OGG, FLAC, M4A y WAV y cuenta con salida HDMI.
El dispositivo está disponible en colores negro, blanco plata, negro cobalto y rojo.

## Disponibilidad
En octubre de 2012, AT&T anunció que comenzaría a distribuirla a través de sus tiendas.
En España, Yoigo la ofreció para los clientes de contrato.